# Shamrock Bowl Conference 2014
La Shamrock Bowl Conference 2014 è stata la 28ª edizione del campionato irlandese di football americano di primo livello, organizzato dalla IAFL.

## Squadre partecipanti
| Club                  | Città         | Stadio | Sponsor ufficiale | Risultato nella stagione 2013 |
| --------------------- | ------------- | ------ | ----------------- | ----------------------------- |
| Belfast Trojans       | Belfast       |        |                   |                               |
| Carrickfergus Knights | Carrickfergus |        |                   |                               |
| Craigavon Cowboys     | Portadown     |        |                   |                               |
| Dublin Dragons        | Lucan         |        |                   |                               |
| Dublin Rebels         | Dublino       |        |                   |                               |
| North Kildare Reapers | Kilcock       |        |                   |                               |
| Trinity College       | Dublino       |        |                   |                               |
| UL Vikings            | Limerick      |        |                   |                               |
| Waterford Wolves      | Waterford     |        |                   |                               |
| West Dublin Rhinos    | Dublino       |        |                   |                               |

## Stagione regolare

### Calendario

#### 1ª giornata
| Santry 9 marzo 2014, ore 13:00 | Trinity College | 34 – 9 | UL Vikings | Trinity Sports Grounds |

#### 2ª giornata
| Carrickfergus 23 marzo 2014, ore 13:00 | Carrickfergus Knights | 13 – 28 | Belfast Trojans | Carrickfergus RFC |

| Santry 23 marzo 2014, ore 13:00 | Trinity College | 27 – 0 | West Dublin Rhinos | Trinity Sports Grounds |

| Waterford 23 marzo 2014, ore 13:00 | Waterford Wolves | 6 – 12 | Dublin Dragons | Waterford Regional Sports Centre |

#### 3ª giornata
| Portadown 30 marzo 2014, ore 13:00 | Craigavon Cowboys | 0 – 28 | Belfast Trojans | Chambers Park |

| Kilcock 30 marzo 2014, ore 13:00 | North Kildare Reapers | 13 – 0 | Waterford Wolves | North Kildare Sports Club |

| Killiney 30 marzo 2014, ore 14:00 | Dublin Rebels | 14 – 13 | UL Vikings | Kilbogget Park |

#### 4ª giornata
| Santry 6 aprile 2014, ore 14:00 | Trinity College | 27 – 18 | Carrickfergus Knights | Trinity Sports Grounds |

| Limerick 6 aprile 2014, ore 14:00 | UL Vikings | 22 – 7 | West Dublin Rhinos | UL Sports Grounds |

#### 5ª giornata
| Portadown 13 aprile 2014, ore 14:00 | Craigavon Cowboys | 16 – 25 | Trinity College | Chambers Park |

| Dublino 13 aprile 2014, ore 14:00 | Dublin Dragons | 12 – 21 | North Kildare Reapers | Westmanstown Sports and Conference Centre |

| Killiney 13 aprile 2014, ore 14:00 | Dublin Rebels | 22 – 6 | Waterford Wolves | Kilbogget Park |

#### 6ª giornata
| Carrickfergus 27 aprile 2014, ore 14:00 | Carrickfergus Knights | 6 – 17 | Dublin Rebels | Carrickfergus RFC |

| Belfast 27 aprile 2014, ore 14:00 | Belfast Trojans | 56 – 0 | Craigavon Cowboys | Deramore Park |

| Kilcock 27 aprile 2014, ore 14:00 | North Kildare Reapers | 0 – 49 | UL Vikings | North Kildare Sports Club |

#### 7ª giornata
| Castleknock 4 maggio 2014, ore 14:00 | West Dublin Rhinos | 6 – 19 | Craigavon Cowboys | Castleknock College |

| Carrickfergus 4 maggio 2014, ore 14:00 | Dublin Dragons | 7 – 34 | Carrickfergus Knights | Carrickfergus RFC |

#### 8ª giornata
| Castleknock 11 maggio 2014, ore 14:00 | West Dublin Rhinos | 6 – 19 | Belfast Trojans | Castleknock College |

| Dublino 11 maggio 2014, ore 14:00 | Dublin Dragons | 7 – 34 | Carrickfergus Knights | Westmanstown Sports and Conference Centre |

#### 9ª giornata
| Portadown 18 maggio 2014, ore 14:00 | Craigavon Cowboys | 6 – 18 | Dublin Rebels | Chambers Park |

| Waterford 18 maggio 2014, ore 14:00 | Waterford Wolves | 0 – 68 | North Kildare Reapers | Waterford Regional Sports Centre |

#### 10ª giornata
| Belfast 25 maggio 2014, ore 14:00 | Belfast Trojans | 0 – 18 | Trinity College | Deramore Park |

| Limerick 25 maggio 2014, ore 14:00 | UL Vikings | 37 – 0 | Dublin Dragons | UL Sports Grounds |

#### 11ª giornata
| Carrickfergus 1º giugno 2014, ore 14:00 | Carrickfergus Knights | 26 – 24 | Craigavon Cowboys | Carrickfergus RFC |

| Kilcock 1º giugno 2014, ore 14:00 | North Kildare Reapers | 9 – 12 | West Dublin Rhinos | North Kildare Sports Club |

| Limerick 1º giugno 2014, ore 14:00 | UL Vikings | 35 – 6 | Waterford Wolves | UL Sports Grounds |

#### 12ª giornata
| Belfast 8 giugno 2014, ore 14:00 | Belfast Trojans | 35 – 0 | Dublin Dragons | Deramore Park |

| Santry 8 giugno 2014, ore 14:00 | Trinity College | 52 – 21 | North Kildare Reapers | Trinity Sports Grounds |

#### 13ª giornata
| Killiney 15 giugno 2014, ore 14:00 | Dublin Rebels | 19 – 34 | Belfast Trojans | Kilbogget Park |

| Waterford 15 giugno 2014, ore 14:00 | Waterford Wolves | 0 – 34 | Trinity College | Waterford Regional Sports Centre |

#### 14ª giornata
| Portadown 22 giugno 2014, ore 14:00 | Craigavon Cowboys | 12 – 26 | Carrickfergus Knights | Chambers Park |

| Limerick 22 giugno 2014, ore 14:00 | UL Vikings | 18 – 0 | North Kildare Reapers | UL Sports Grounds |

#### 15ª giornata
| Castleknock 29 giugno 2014, ore 14:00 | West Dublin Rhinos | 6 – 53 | Trinity College | Castleknock College |

| Dublino 29 giugno 2014, ore 14:00 | Dublin Dragons | 6 – 41 | Dublin Rebels | Westmanstown Sports and Conference Centre |

| Waterford 29 giugno 2014, ore 14:00 | Waterford Wolves | 0 – 27 | UL Vikings | Waterford Regional Sports Centre |

#### 16ª giornata
| Belfast 4 luglio 2014, ore 20:00 | Belfast Trojans | 50 – 0 | Carrickfergus Knights |  |

| Castleknock 6 luglio 2014, ore 14:00 | West Dublin Rhinos | 7 – 0 | Waterford Wolves | Castleknock College |

| Dublino 6 luglio 2014, ore 14:00 | Dublin Dragons | 21 – 24 | Craigavon Cowboys | Westmanstown Sports and Conference Centre |

| Kilcock 6 luglio 2014, ore 14:00 | North Kildare Reapers | 0 – 53 | Dublin Rebels | North Kildare Sports Club |

#### Recuperi 1
| Navan 13 luglio 2014, ore 12:30 | Carrickfergus Knights | 0 – 8 | West Dublin Rhinos | Navan RFC |

### Classifica
Le classifiche della regular season sono le seguenti.
- PCT = percentuale di vittorie, G = partite giocate, V = partite vinte,  P = partite perse, PF = punti fatti, PS = punti subiti

#### SBC North
| Pos. | Squadra               | PCT  | G | V | N | P | PF  | PS  |
| ---- | --------------------- | ---- | - | - | - | - | --- | --- |
| 1    | Belfast Trojans       | .875 | 8 | 7 | 0 | 1 | 250 | 56  |
| 2    | Dublin Rebels         | .875 | 8 | 7 | 0 | 1 | 213 | 71  |
| 3    | Carrickfergus Knights | .375 | 8 | 3 | 0 | 5 | 123 | 173 |
| 4    | Craigavon Cowboys     | .125 | 8 | 2 | 0 | 6 | 108 | 207 |
| 5    | Dublin Dragons        | .125 | 8 | 1 | 0 | 7 | 28  | 227 |

#### SBC South
| Pos. | Squadra               | PCT   | G | V | N | P | PF  | PS  |
| ---- | --------------------- | ----- | - | - | - | - | --- | --- |
| 1    | Trinity College       | 1.000 | 8 | 8 | 0 | 0 | 266 | 70  |
| 2    | UL Vikings            | 750   | 8 | 6 | 0 | 2 | 210 | 62  |
| 3    | West Dublin Rhinos    | .375  | 8 | 3 | 0 | 5 | 53  | 150 |
| 4    | North Kildare Reapers | .375  | 8 | 3 | 0 | 5 | 132 | 196 |
| 5    | Waterford Wolves      | .000  | 8 | 0 | 0 | 8 | 19  | 220 |

## Playoff

### Tabellone
|  | Wild Card | Wild Card             | Wild Card       |                 |                 | Semifinali      | Semifinali      | Semifinali |  |  | XXVIII Shamrock Bowl | XXVIII Shamrock Bowl | XXVIII Shamrock Bowl |  |
|  |           |                       |                 |                 |                 |                 |                 |            |  |  |                      |                      |                      |  |
|  |           |                       |                 |                 |                 | 1N              | Belfast Trojans | 28         |  |  |                      |                      |                      |  |
|  |           |                       |                 |                 |                 | 1N              | Belfast Trojans | 28         |  |  |                      |                      |                      |  |
|  |           |                       |                 | UL Vikings      | 6               |                 |                 |            |  |  |                      |                      |                      |  |
|  | 2S        | UL Vikings            | 20              | UL Vikings      | 6               |                 |                 |            |  |  |                      |                      |                      |  |
|  | 2S        | UL Vikings            | 20              |                 |                 |                 |                 |            |  |  |                      |                      |                      |  |
|  | 3S        | West Dublin Rhinos    | 6               |                 |                 |                 |                 |            |  |  |                      |                      |                      |  |
|  | 3S        | West Dublin Rhinos    | 6               |                 | Belfast Trojans | Belfast Trojans | 7               |            |  |  |                      |                      |                      |  |
|  |           |                       |                 |                 |                 |                 |                 |            |  |  |                      |                      |                      |  |
|  |           |                       | Trinity College | Trinity College | 0               |                 |                 |            |  |  |                      |                      |                      |  |
|  |           |                       |                 | Trinity College | 0               |                 |                 |            |  |  |                      |                      |                      |  |
|  |           |                       |                 |                 |                 |                 |                 |            |  |  |                      |                      |                      |  |
|  |           |                       |                 |                 |                 |                 |                 |            |  |  |                      |                      |                      |  |
|  |           | 1S                    | Trinity College | 47              |                 |                 |                 |            |  |  |                      |                      |                      |  |
|  |           |                       |                 | 47              |                 |                 |                 |            |  |  |                      |                      |                      |  |
|  |           |                       |                 | Dublin Rebels   | 8               |                 |                 |            |  |  |                      |                      |                      |  |
|  | 2N        | Dublin Rebels         | 24              | Dublin Rebels   | 8               |                 |                 |            |  |  |                      |                      |                      |  |
|  | 2N        | Dublin Rebels         | 24              |                 |                 |                 |                 |            |  |  |                      |                      |                      |  |
|  | 3N        | Carrickfergus Knights | 0               |                 |                 |                 |                 |            |  |  |                      |                      |                      |  |

### Wild Card
| 20 luglio 2014 | Dublin Rebels | 24 – 0 | Carrickfergus Knights |  |

| 20 luglio 2014 | UL Vikings | 20 – 6 | West Dublin Rhinos |  |

### Semifinali
| 27 luglio 2014 | Trinity College | 47 – 8 | Dublin Rebels |  |

| 27 luglio 2014 | Belfast Trojans | 28 – 6 | UL Vikings |  |

### XXVIII Shamrock Bowl
| Tallaght 10 agosto 2014, ore 15:00 | Belfast Trojans | 7 – 0 | Trinity College | Tallaght Stadium |

## Verdetti
- Belfast Trojans Campioni dell'Irlanda 2014